# Babimost
Babimost là một thị trấn thuộc huyện Zielonogórski, tỉnh Lubuskie ở tây Ba Lan. Thị trấn có diện tích 3 km². Đến ngày 1 tháng 1 năm 2011, dân số của thị trấn là 4196 người và mật độ 1150 người/km².